# Гленфорд (Огайо)
Гленфорд (англ. Glenford) — селище (англ. village) в США, в окрузі Перрі штату Огайо. Населення — 165 осіб (2020).

## Географія
Гленфорд розташований за координатами 39°53′10″ пн. ш. 82°19′11″ зх. д. / 39.88611° пн. ш. 82.31972° зх. д. (39.886160, -82.319718).  За даними Бюро перепису населення США в 2010 році селище мало площу 0,30 км², з яких 0,29 км² — суходіл та 0,01 км² — водойми.

## Демографія
Згідно з переписом 2010 року, у селищі мешкали 173 особи в 61 домогосподарстві у складі 47 родин. Густота населення становила 582 особи/км².  Було 64 помешкання (215/км²).
Расовий склад населення:
| - 98,3 % — білих - 0,6 % — чорних або афроамериканців - 0,6 % — азіатів |

До двох чи більше рас належало 0,6 %. Частка іспаномовних становила 0,0 % від усіх жителів.
За віковим діапазоном населення розподілялося таким чином: 30,1 % — особи молодші 18 років, 63,0 % — особи у віці 18—64 років, 6,9 % — особи у віці 65 років та старші. Медіана віку мешканця становила 32,1 року. На 100 осіб жіночої статі у селищі припадало 103,5 чоловіків;  на 100 жінок у віці від 18 років та старших — 95,2 чоловіків також старших 18 років.
Середній дохід на одне домашнє господарство  становив 53 698 доларів США (медіана — 39 375), а середній дохід на одну сім'ю — 59 793 долари (медіана — 60 208). Медіана доходів становила 38 750 доларів для чоловіків та 28 750 доларів для жінок. За межею бідності перебувало 22,8 % осіб, у тому числі 31,1 % дітей у віці до 18 років та 11,1 % осіб у віці 65 років та старших.
Цивільне працевлаштоване населення становило 74 особи. Основні галузі зайнятості: освіта, охорона здоров'я та соціальна допомога — 29,7 %, виробництво — 20,3 %, науковці, спеціалісти, менеджери — 10,8 %, транспорт — 9,5 %.